# Selymes csengettyűgomba
A selymes csengettyűgomba (Pluteus petasatus) a csengettyűgombafélék családjába tartozó, Eurázsiában és Észak-Amerikában honos, korhadó faanyagon élő, ehető gombafaj. 

## Megjelenése
A selymes csengettyűgomba kalapja 3-8 (15) cm széles, alakja fiatalon domború, később széles domborúan vagy majdnem laposan kiterül; a közepén lapos púp lehet. Felszíne fiatalon csupasz, később a közepén sötétebb, finom szálas pikkelykék jelennek meg. Színe fehéres, krémszínű vagy nagyon világos barnás, közepe sötétebb. Szárazon a kalap felpikkelyesedik. Széle idősen berepedezhet. 
Húsa fehér, sérülésre nem változik. Szaga fiatalon jellegtelen, idősen édeskés, a bodzavirágra emlékeztet; íze nem jellegzetes.
Sűrű, széles lemezei szabadon állnak. Színük fiatalon fehér, idősebben rózsaszínűre, majd barnásrózsaszínűre sötétednek. 
Tönkje 3,5-12 cm magas és 0,4-2 cm vastag. Alakja nagyjából egyenletesen hengeres, töve kissé megvastagodhat. Színe fehéres, felszíne szálas, alján barnás pikkelykékkel.
Spórapora barnásrózsaszín. Spórája ellipszis alakú, sima, inamiloid, mérete 5–8 x 3,5–6 µm. 

### Hasonló fajok
Hasonló, de barna kalapú a barna csengettyűgomba. 

## Elterjedése és termőhelye
Eurázsiában és Észak-Amerikában honos. Magyarországon gyakori.
Korhadó fatörzseken, növényi anyagokon, faforgácson, fűrészporon, szalmabálákon fordul elő, általában kisebb csoportokban. Áprilistól novemberig terem.
Ehető, de nem túl ízletes gomba.     

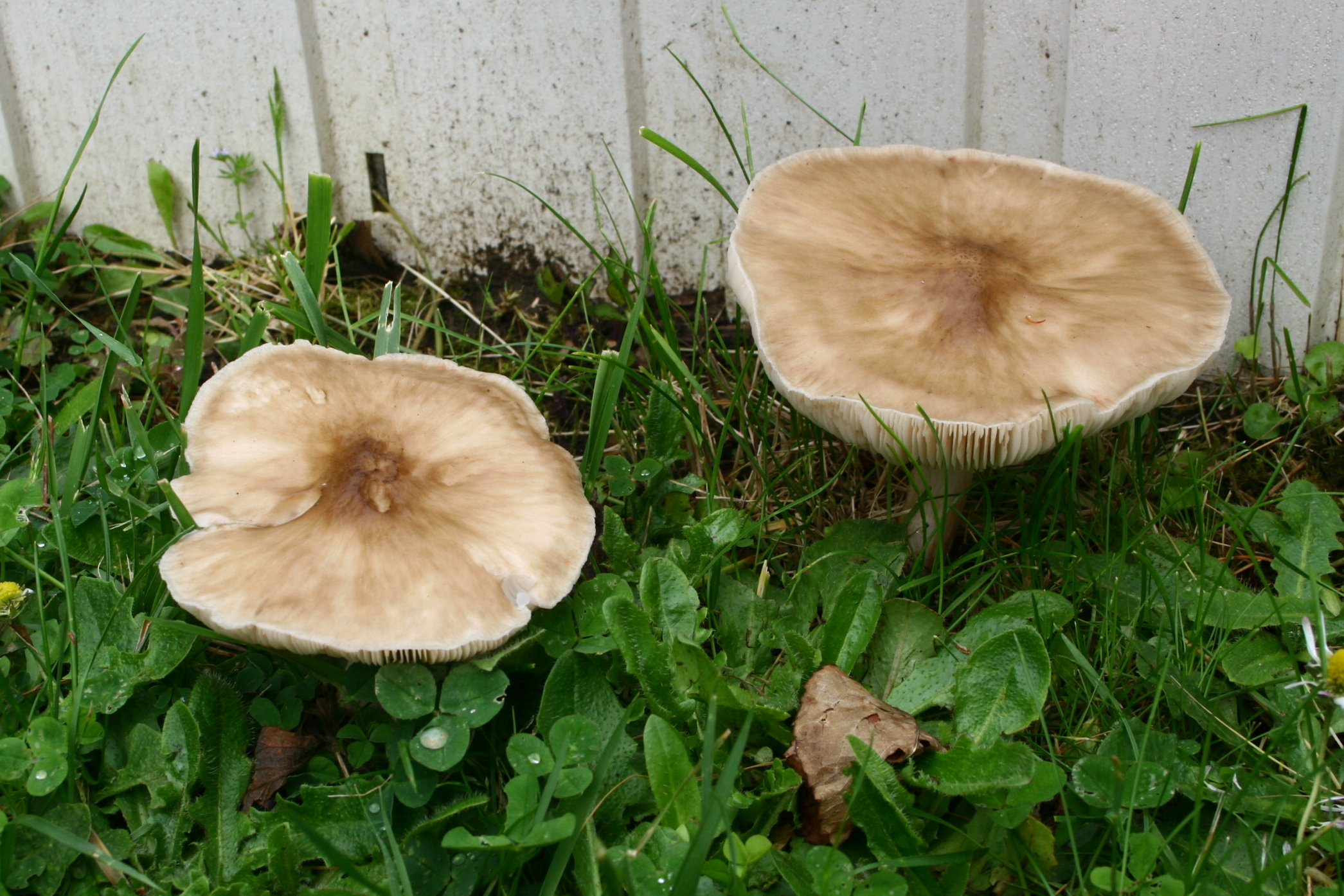
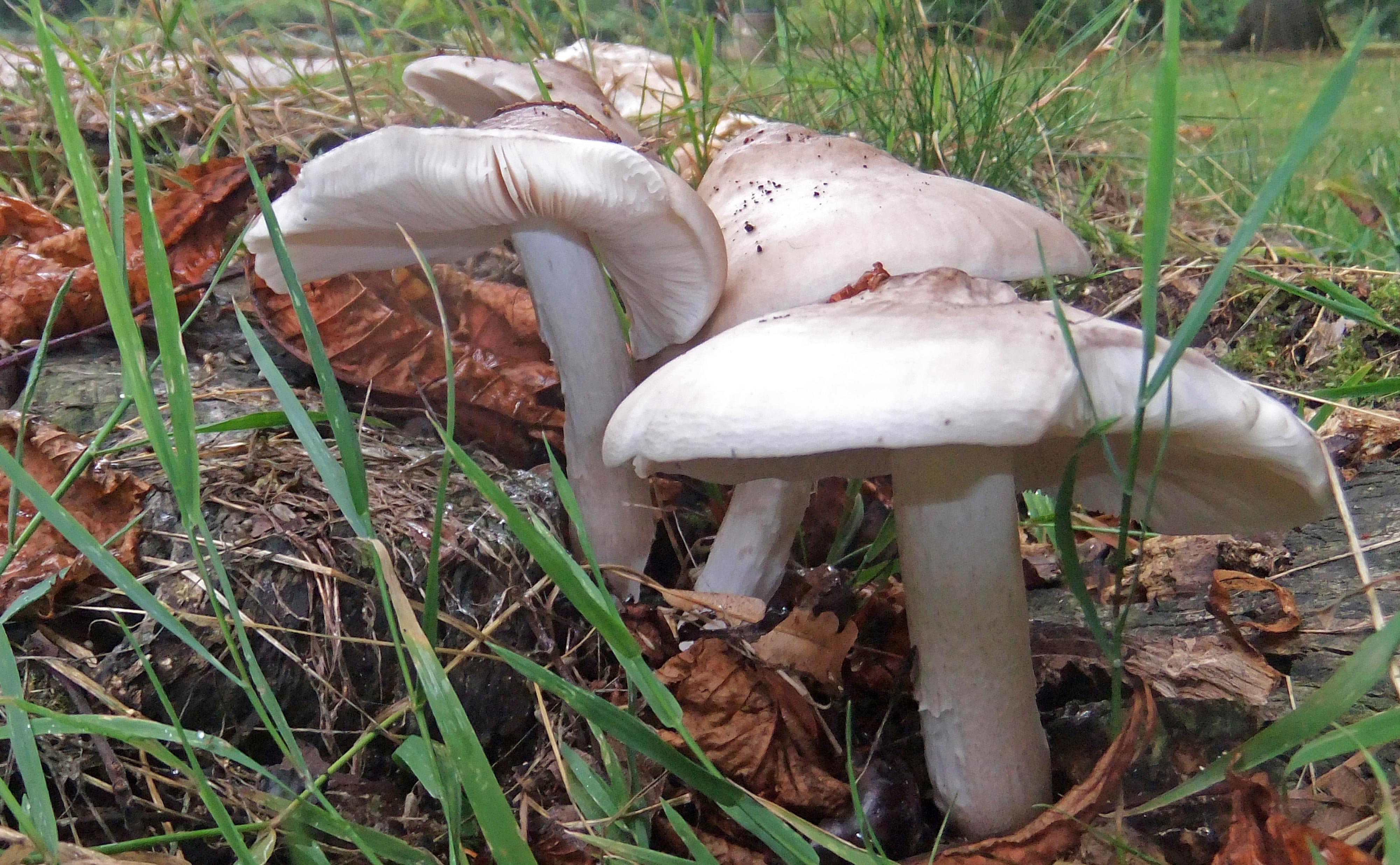
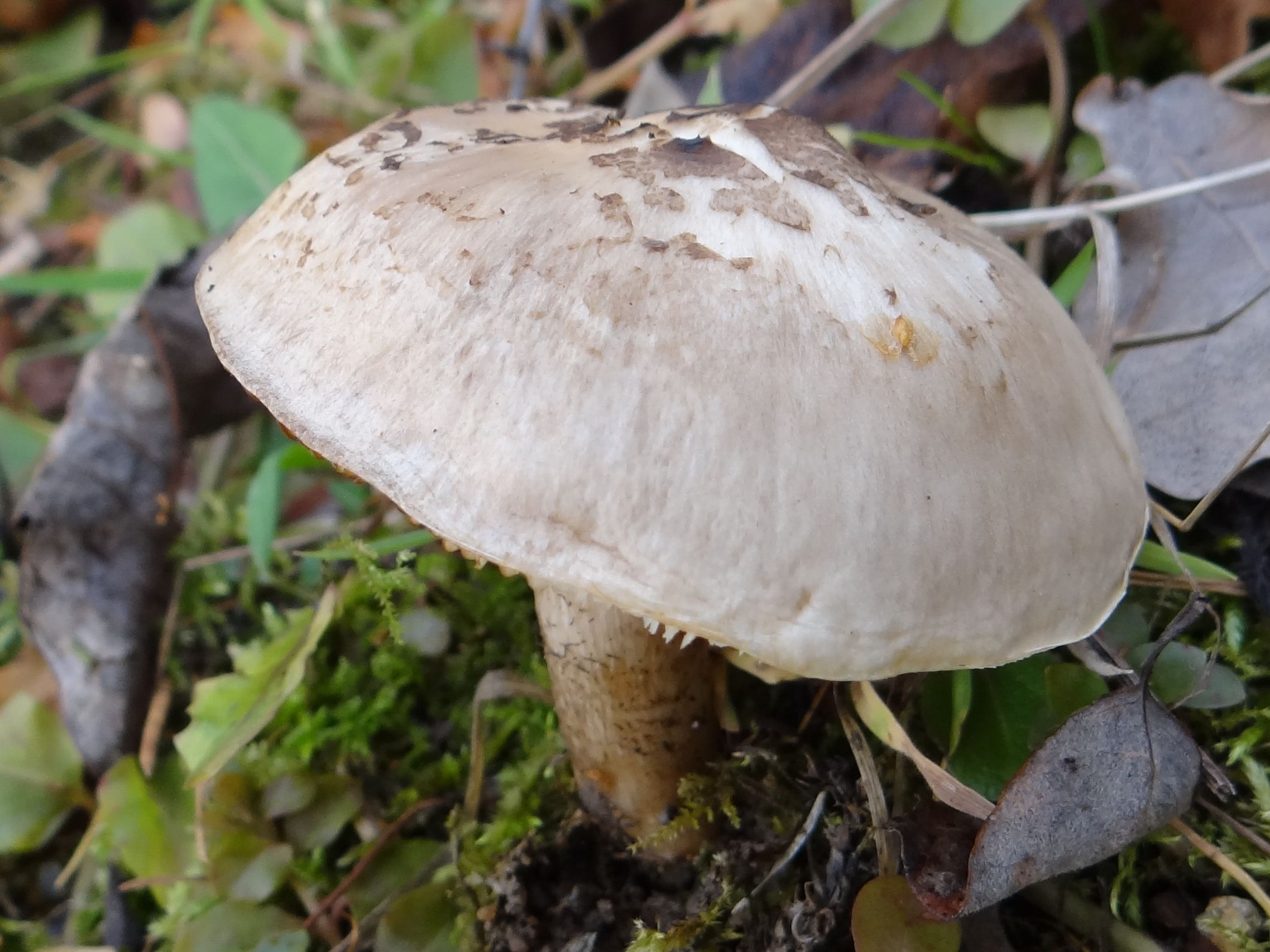
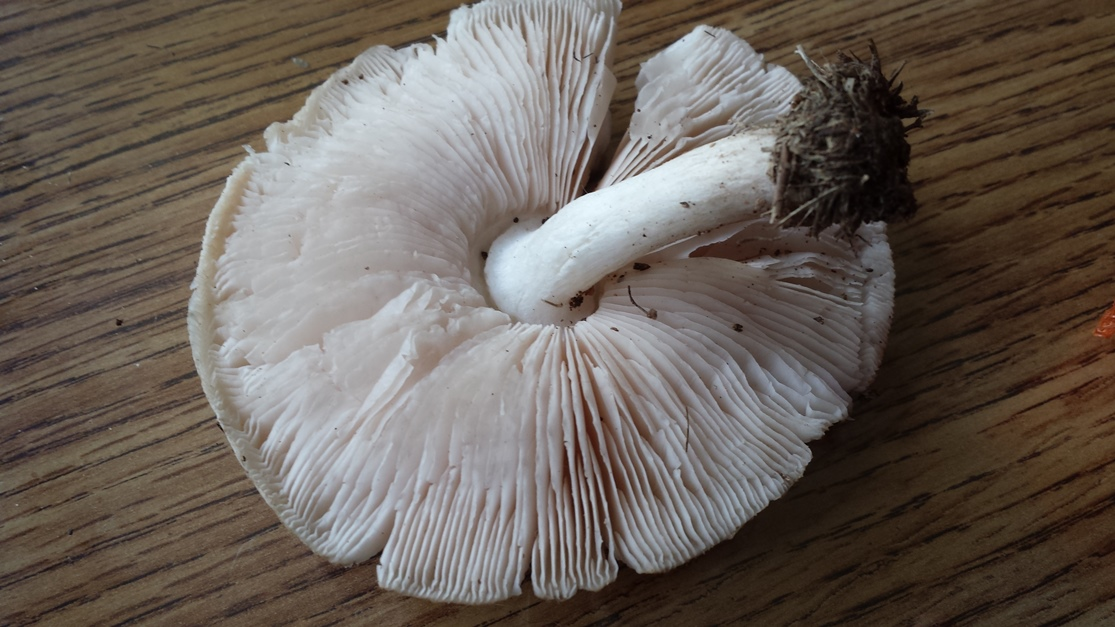
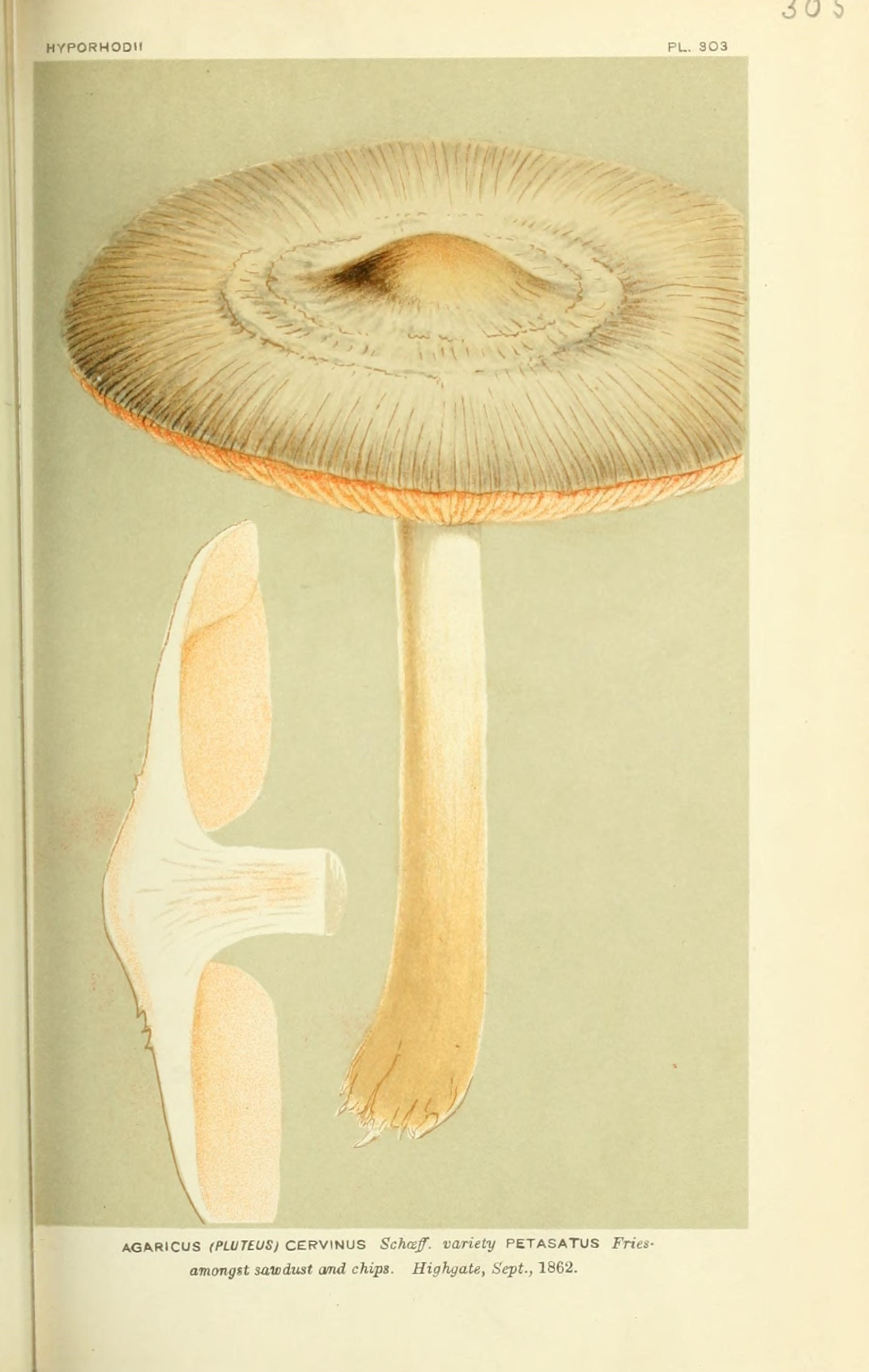